# Back At 'Cha!
Back At 'Cha! is het vijfde en laatste studioalbum uit 1975 van het Amerikaanse Soul-duo Sam & Dave. 

## Tracks

### Voorzijde
1. "When My Love Hand Comes Down" - 2:59
2. "A Little Bit Of Good (Cures A Whole Lot Of Bad)" - 2:28
3. "There's A Party In My Heart" - 2:32
4. "Under The Boardwalk" (Kenny Young, Arthur Resnick) - 5:09
5. "Shoo Rah, Shoo Rah" (A. Toussaint) - 3:12

### Achterzijde
1. "Queen Of The Ghetto" - 3:03
2. "Blinded By Love" (Allen Toussaint) - 4:21
3. "Give It What You Can" (S. Cropper, C. Marsh) - 3:35
4. "Don't Close The Curtain (Before You See The Party)" (Steve Cropper) - 5:12
5. "Come Into My Life" - 3:18

## Artiesten
- Sam Moore – zang
- Dave Prater – zang